# Diganidougou
Diganidougou est une commune rurale du Mali de l'arrondissement central de Farako, dans le cercle de Farako et la région de Ségou. Elle a pour chef-lieu la localité de Digani.

## Villages
La commune s'étend sur 24 localités relevées lors du recensement général de 2009. 
Les villages les plus peuplés sont :
- Wéta (1 883 habitants) ;
- Kala (1 222 habitants) ;
- Kéfabougou (1 184 habitants).

Le chef-lieu communal Digani compte 592 habitants.

## Lien
- Plan de sécurité alimentaire de la commune rurale de Diganidougou 2007 2011, Web archive.